# Lobelia stenodonta
Lobelia stenodonta är en klockväxtart som först beskrevs av Merritt Lyndon Fernald, och fick sitt nu gällande namn av Mcvaugh. Lobelia stenodonta ingår i släktet lobelior, och familjen klockväxter. Inga underarter finns listade i Catalogue of Life.